# Siège du Fort Jullien
Campagne d'Égypte
Le siège du fort Jullien est un engagement militaire qui a eu lieu pendant les guerres de la révolution française, dans le cadre de la campagne d’Égypte, du 8 au 19 avril 1801. L'action a opposé une force britannique et ottomane de 2 000 hommes à une force française de 306 hommes assiégée dans le fort.
Ce siège eut lieu en Égypte (Faisant partie de L’empire ottoman). Il fut remporté par les Anglais et les Ottomans, le général français Louis Friant et 264 survivants capitulèrent face au général anglais George Ramsay et ses 1990 soldats.